# Thelocactus hastifer
Thelocactus hastifer ist eine Pflanzenart aus der Gattung Thelocactus in der Familie der Kakteengewächse (Cactaceae). Das Artepitheton hastifer leitet sich von den lateinischen Worten hasta für ‚Speer‘ sowie -fer für ‚-tragend‘ ab und verweist auf die Bedornung der Art.

## Beschreibung
Thelocactus hastifer wächst meist einzeln mit zylindrischen gelblich grünen Trieben und erreicht bei Durchmessern von 2 bis 2,5 Zentimetern Wuchshöhen von 10 bis 30 Zentimetern. Die 12 bis 18 Rippen bestehen aus senkrecht verlängerten Höckern, die 10 bis 13 Millimeter lang, 4 bis 5 Millimeter breit und 4 bis 6 Millimeter hoch sind. Die Areolen weisen Durchmesser von 4 bis 5 Millimeter auf und können extraflorale Nektarien tragen. Es sind 4 bis 5 weiße bis gelblich braune gerade Mitteldornen vorhanden, die 10 bis 14 Millimeter (selten bis 26 Millimeter) lang sind. Der kräftigste von ihnen ist abstehend, die übrigen sind ausstrahlend. Die 20 bis 25 geraden weißlichen, ausstrahlenden Randdornen sind 12 bis 15 Millimeter lang.
Die magentafarbenen Blüten sind 2,5 bis 3 Zentimeter lang und haben Durchmesser von 3,5 bis 5 Zentimeter. Die grünlich purpurnen Früchte sind bei Reife trocken und reißen mit einer basalen Pore auf. Die Früchte sind 8 bis 14 Millimeter lang und weisen Durchmesser von 7 bis 11 Millimeter auf. Sie enthalten 1,7 bis 2,1 Millimeter lange Samen mit einem Durchmesser von 0,5 bis 1,1 Millimetern.

## Verbreitung, Systematik und Gefährdung
Thelocactus hastifer ist in den mexikanischen Bundesstaaten Hidalgo und Querétaro in Höhenlagen von 1800 bis 2000 Metern verbreitet.
Die Erstbeschreibung als Echinocactus hastifer erfolgte 1931 durch Erich Werdermann und Friedrich Bödeker. Frederik Marcus Knuth stellte die Art 1936 in die Gattung Thelocactus. Ein nomenklatorisches Synonym ist Ferocactus hastifer (Werderm. & Boed.) N.P.Taylor (1979).
Thelocactus hastifer wird in der Roten Liste gefährdeter Arten der IUCN als „Endangered (EN)“, d. h. stark gefährdet, eingestuft.

## Nachweise